# Cyornis djampeanus
Cyornis djampeanus är en fågel i familjen flugsnappare inom ordningen tättingar.

## Utbredning och systematik
Fågeln förekommer på öar i Floressjön söder om Sulawesi. BirdLife International delar in den i två underarter med följande utbredning:
- Cyornis djampeanus djampeanus – ön Tanahjampea
- Cyornis djampeanus kalaoensis – ön Kalao

Systematiken kring båda taxa har varit omstridd. Fåglar på Kalao (kalaoensis) har behandlats som underart till både mangroveflugsnappare och sulawesiflugsnappare. Tongivande eBird/Clements urskiljer den som egen art sedan 2022 och 2023 följde International Ornithological Congress efter. I februari 2023 tilldelades den ett svenskt trivialnamn av BirdLife Sverige, kalaoflugsnappare. Fåglar på ön Tanahjampea har tidigare urskilts som egen art, "tanahjampeaflugsnappare", men kategoriseras numera vanligen som underart till sulawesiflugsnappare. 

## Status
IUCN kategoriserar den som nära hotad.